# 1. Eishockey-Liga 1996/97
Die Saison 1996/97 der 1. Eishockey-Liga war die dritte Spielzeit der neuen zweithöchsten deutschen Spielklasse und wurde wie im Vorjahr in zwei Gruppen, der Gruppe Nord und der Gruppe Süd, die in dieser Spielzeit die offizielle Bezeichnung Hacker-Pschorr-Liga trug, ausgespielt.

## Voraussetzungen

### Teilnehmer
Neu in der Liga waren der EC Hannover, der ES Weißwasser und der SC Riessersee, die im Vorjahr aus der Deutschen Eishockey Liga ausgeschieden waren, sowie die Aufsteiger REV Bremerhaven, Grefrather EV, Königsborner EC, ERC Ingolstadt, ERC Sonthofen und EV Ravensburg.
| - EC Bad Nauheim - REV Bremerhaven - EV Duisburg - Moskitos Essen - Grefrather EV - EC Hannover Turtles - Herner EV - Iserlohner EC - Königsborner EC - EHC Neuwied - ETC Timmendorfer Strand - EHC Trier - EC Wilhelmshaven-Stickhausen - ERC Westfalen Dortmund (Rückzug vor Saisonstart) | - EC Bad Tölz - ETC Crimmitschau - Deggendorfer EC - TSV Erding - EHC Freiburg - TuS Geretsried - Heilbronner EC - ERC Ingolstadt - EHC Klostersee - EV Landsberg - EC Peiting - EV Ravensburg - SC Riessersee - ERC Selb - ERC Sonthofen - EHC Straubing - 1. EV Weiden - ES Weisswasser |

### Modus
Die Vorrunde der 1. Liga wurde wie im Vorjahr in zwei Staffeln gespielt. Im Süden wurde die Hacker-Pschorr-Liga, benannt nach den Ligensponsor, die Brauerei Hacker-Pschorr, durch beide DEL-Absteiger auf 18 Mannschaften aufgestockt, während im Norden die 1. Liga Nord durch 14 Mannschaften gebildet werden sollte. Durch den Konkurs des ERC Westfalen Dortmund waren es jedoch schließlich nur 13 Mannschaften. Die Dortmunder Mannschaft hatte die Saison im DEB-Ligenpokal Nord zwar begonnen, stellten dort den Spielbetrieb jedoch nach drei Gruppenspielen, die vor dem Ligastart durchgeführt wurden, ein.
In der Hacker-Pschorr-Liga wurden die Mannschaften in zwei Staffeln aufgeteilt, die jeweils eine Einfachrunde ausspielten, dazu gab es,  ebenfalls in Form einer Einfachrunde, einer gemeinsamen Runde aller Teilnehmer. Nach insgesamt 50 Spielen für jede Mannschaft wurden aufgrund der Abschlusstabelle die Teilnehmer an den Play-offs um die Deutsche Meisterschaft, die beiden Teilnehmer am Alpencup sowie die Teilnehmer an den Aufstiegs-Play-offs zur Hacker-Pschorr-Liga 1997/98 gegen die qualifizierten Teilnehmer aus der 2. Liga Süd ermittelt.
In der 1. Liga Nord wurde zunächst eine Hauptrunde als Einfachrunde ausgespielt, wonach eine Meisterschaftsrunde der besten zehn Mannschaften der Hauptrunde als Einfachrunde folgte. Aufgrund der Abschlusstabelle der Meisterschaftsrunde wurden die Teilnehmer an den Play-offs ermittelt. Die nicht an der Meisterschaftsrunde teilnehmenden Mannschaften nahmen an der Qualifikationsrunde zur 1. Liga Nord 1997/98 gegen die qualifizierten Teilnehmer der 2. Liga Nord teil.
In den Play-offs spielten die Mannschaften beider Staffeln über Kreuz den Deutschen Meister der DEB-Ligen aus.

## 1. Liga Nord

### Hauptrunde
|     | Klub                         | Sp | S  | U | N  | Tore    | Punkte |
| --- | ---------------------------- | -- | -- | - | -- | ------- | ------ |
| 1.  | EHC Neuwied                  | 26 | 17 | 4 | 5  | 155:73  | 38     |
| 2.  | EC Bad Nauheim               | 26 | 17 | 4 | 5  | 107:71  | 38     |
| 3.  | ETC Timmendorfer Strand      | 26 | 16 | 5 | 5  | 153:74  | 37     |
| 4.  | ESC Moskitos Essen           | 26 | 16 | 4 | 6  | 130:92  | 36     |
| 5.  | EC Hannover Turtles (A)      | 26 | 12 | 7 | 7  | 115:98  | 31     |
| 6.  | EHC Trier                    | 26 | 10 | 8 | 8  | 124:102 | 28     |
| 7.  | Herner EV                    | 26 | 11 | 5 | 10 | 91:98   | 27     |
| 8.  | Grefrather EV (N)            | 26 | 8  | 8 | 10 | 121:124 | 24     |
| 9.  | Iserlohner EC                | 26 | 9  | 5 | 12 | 112:115 | 23     |
| 10. | EV Duisburg                  | 26 | 9  | 3 | 14 | 95:98   | 21     |
| 11. | EC Wilhelmshaven-Stickhausen | 26 | 6  | 9 | 11 | 86:104  | 21     |
| 12. | REV Bremerhaven (N)          | 26 | 5  | 2 | 19 | 106:154 | 12     |
| 13. | Königsborner EC (N)          | 26 | 1  | 0 | 25 | 81:273  | 2      |

Abkürzungen: Sp = Spiele, S = Siege, U = Unentschieden, N = Niederlagen, (N) = Neuling, (A) = Absteiger aus der DEL

Erläuterungen:       = Meisterrunde,       = Qualifikationsrunde.

### Meisterschaftsrunde
|     | Klub                    | Sp | S  | U | N  | Tore   | Punkte |
| --- | ----------------------- | -- | -- | - | -- | ------ | ------ |
| 1.  | EHC Neuwied             | 18 | 12 | 3 | 3  | 93:47  | 27     |
| 2.  | EV Duisburg             | 18 | 11 | 2 | 5  | 94:58  | 24     |
| 3.  | ESC Moskitos Essen      | 18 | 11 | 2 | 5  | 75:57  | 24     |
| 4.  | EC Bad Nauheim          | 18 | 8  | 4 | 6  | 61:60  | 20     |
| 5.  | EC Hannover Turtles (A) | 18 | 10 | 0 | 8  | 85:84  | 20     |
| 6.  | ETC Timmendorfer Strand | 18 | 9  | 1 | 8  | 91:58  | 19     |
| 7.  | Iserlohner EC           | 18 | 6  | 5 | 7  | 63:65  | 17     |
| 8.  | EHC Trier               | 18 | 5  | 3 | 10 | 42:67  | 13     |
| 9.  | Grefrather EV (N)       | 18 | 5  | 1 | 12 | 55:92  | 11     |
| 10. | Herner EV               | 18 | 2  | 1 | 15 | 45:116 | 5      |

Abkürzungen: Sp = Spiele, S = Siege, U = Unentschieden, N = Niederlagen,  (N) = Neuling, (A) = Absteiger aus der DEL

Erläuterungen: Play-off-Teilnehmer, Saison beendet

## Hacker-Pschorr-Liga

### Hauptrunde
|     | Klub               | Sp | S  | U  | N  | Tore    | Punkte |
| --- | ------------------ | -- | -- | -- | -- | ------- | ------ |
| 1.  | EC Bad Tölz        | 50 | 28 | 13 | 9  | 265:190 | 69     |
| 2.  | Heilbronner EC     | 50 | 30 | 8  | 12 | 237:157 | 68     |
| 3.  | TSV Erding         | 50 | 30 | 6  | 14 | 232:171 | 66     |
| 4.  | EHC Freiburg       | 50 | 30 | 4  | 16 | 235:179 | 64     |
| 5.  | EV Landsberg       | 50 | 29 | 4  | 17 | 254:199 | 62     |
| 6.  | ERC Selb           | 50 | 23 | 13 | 14 | 200:198 | 59     |
| 7.  | Deggendorfer EC    | 50 | 21 | 15 | 14 | 212:192 | 57     |
| 8.  | ETC Crimmitschau   | 50 | 23 | 10 | 17 | 217:189 | 56     |
| 9.  | ES Weisswasser (A) | 50 | 22 | 11 | 17 | 173:145 | 55     |
| 10. | SC Riessersee (A)  | 50 | 22 | 9  | 19 | 200:167 | 53     |
| 11. | 1. EV Weiden       | 50 | 22 | 9  | 19 | 209:194 | 53     |
| 12. | ERC Ingolstadt (N) | 50 | 19 | 7  | 24 | 191:206 | 45     |
| 13. | ERC Sonthofen (N)  | 50 | 16 | 12 | 22 | 181:216 | 44     |
| 14. | EHC Straubing      | 50 | 16 | 9  | 25 | 196:216 | 41     |
| 15. | EC Peiting         | 50 | 15 | 2  | 22 | 154:232 | 32     |
| 16. | TuS Geretsried     | 50 | 10 | 9  | 31 | 156:242 | 29     |
| 17. | EV Ravensburg (N)  | 50 | 10 | 7  | 33 | 175:274 | 27     |
| 18. | EHC Klostersee     | 50 | 7  | 6  | 37 | 170:290 | 20     |

Abkürzungen: Sp = Spiele, S = Siege, U = Unentschieden, N = Niederlagen, (N) = Neuling, (A) = Absteiger aus der DEL

Erläuterungen:       = Play-offs,       = Alpencup,       = Aufstiegs-Play-offs zur Hacker-Pschorr-Liga.

## Play-offs
Die erste Play-off-Runde wurden im Modus „Best-of-Five“ ausgespielt, ab dem Viertelfinale traten die Mannschaften im Modus „Best of Three“ gegeneinander an.

### Achtelfinale
|                |   |                         | Serie | 1   | 2    | 3   | 4   | 5    |
| -------------- | - | ----------------------- | ----- | --- | ---- | --- | --- | ---- |
| EC Bad Tölz    | – | EHC Trier               | 3:2   | 4:1 | 2:6  | 4:3 | 1:4 | 5:3  |
| EC Bad Nauheim | – | EV Landsberg            | 3:1   | 4:1 | 2:5  | 8:4 | 5:4 | –    |
| EV Duisburg    | – | Deggendorfer EC         | 0:3   | 4:6 | 2:5  | 4:6 | –   | –    |
| TSV Erding     | – | ETC Timmendorfer Strand | 3:2   | 7:0 | 2:5  | 5:1 | 2:3 | 6:4  |
| EHC Neuwied    | – | ETC Crimmitschau        | 3:1   | 3:2 | 5:1  | 4:8 | 5:2 | –    |
| EHC Freiburg   | – | EC Hannover Turtles     | 3:1   | 4:3 | 12:3 | 5:7 | 7:5 | –    |
| Heilbronner EC | – | Iserlohner EC           | 3:2   | 6:4 | 3:5  | 6:3 | 3:4 | 10:0 |
| Moskitos Essen | – | ERC Selb                | 3:0   | 6:2 | 5:1  | 6:2 | –   | –    |

### Viertelfinale
|                |   |                 | Serie | 1    | 2   | 3   |
| -------------- | - | --------------- | ----- | ---- | --- | --- |
| TSV Erding     | – | Deggendorfer EC | 2:0   | 3:0  | 5:2 | –   |
| EHC Neuwied    | – | EHC Freiburg    | 2:1   | 5:2  | 2:5 | 6:3 |
| EC Bad Tölz    | – | EC Bad Nauheim  | 0:2   | 1:10 | 0:1 | –   |
| Heilbronner EC | – | Moskitos Essen  | 2:1   | 8:4  | 2:3 | 5:3 |

### Halbfinale
|             |   |                | Serie | 1   | 2         | 3   |
| ----------- | - | -------------- | ----- | --- | --------- | --- |
| EHC Neuwied | – | Heilbronner EC | 2:0   | 5:4 | 5:4 n. V. | –   |
| TSV Erding  | – | EC Bad Nauheim | 2:1   | 6:2 | 3:5       | 7:2 |

### Finale
|             |   |            | Serie | 1    | 2   | 3 |
| ----------- | - | ---------- | ----- | ---- | --- | - |
| EHC Neuwied | – | TSV Erding | 2:0   | 11:3 | 4:2 | – |

Sowohl der Meister EHC Neuwied als auch der Zweitplatzierte TSV Erding waren damit für die Relegationsrunde zur DEL-Saison 1997/98 qualifiziert, scheiterten dort aber an den Ratinger Löwen beziehungsweise dem ESC Wedemark.

## Alpencup
| Sieger        |   | Finalteilnehmer | Serie | 1   | 2   |
| ------------- | - | --------------- | ----- | --- | --- |
| SC Riessersee | – | ES Weißwasser   | 9:5   | 5:4 | 4:1 |

## Qualifikationsrunde zur 1. Liga Nord 1997/98
Ergebnisse der Qualifikationsrunde zur 1. Eishockey-Liga 1997/98:
|     | Klub                         | Sp | S  | U | N  | Tore   | Punkte |
| --- | ---------------------------- | -- | -- | - | -- | ------ | ------ |
| 1.  | EC Wilhelmshaven-Stickhausen | 20 | 17 | 1 | 2  | 119:55 | 35     |
| 2.  | REV Bremerhaven              | 20 | 16 | 0 | 4  | 150:80 | 32     |
| 3.  | Braunlager EHC/Harz          | 20 | 12 | 3 | 5  | 113:85 | 27     |
| 4.  | Limburger EG                 | 20 | 11 | 2 | 7  | 91:82  | 24     |
| 5.  | ASV Hamm                     | 20 | 12 | 0 | 8  | 107:71 | 24     |
| 6.  | Berliner Schlittschuhclub    | 20 | 11 | 0 | 9  | 113:71 | 22     |
| 7.  | Adendorfer EC                | 20 | 8  | 4 | 8  | 96:83  | 20     |
| 8.  | Eintracht Braunschweig       | 20 | 8  | 3 | 9  | 98:90  | 19     |
| 9.  | Gelsenkirchner EC            | 20 | 3  | 5 | 12 | 84:109 | 11     |
| 10. | Königsborner EC              | 20 | 2  | 2 | 16 | 56:164 | 6      |
| 11. | Krefelder EV                 | 20 | 0  | 0 | 20 | 38:175 | 0      |

Abkürzungen: Sp = Spiele, S = Siege, U = Unentschieden, N = Niederlagen

Erläuterungen:       = Qualifikation für die Aufstiegs-Play-offs,       = Qualifikation für die 2. Liga 1997/98.

## Aufstiegs-Play-offs zur 1. Liga Nord 1997/98
Alle Play-off-Runden wurden im Modus Best-of-Three ausgespielt.

### 1. Runde
|                              |   |                           | Serie | 1   | 2   | 3   |
| ---------------------------- | - | ------------------------- | ----- | --- | --- | --- |
| EC Wilhelmshaven-Stickhausen | – | Eintracht Braunschweig    | 2:0   | 6:1 | 4:1 | –   |
| Braunlager EHC/Harz          | – | Berliner Schlittschuhclub | 2:0   | 7:3 | 5:2 | –   |
| REV Bremerhaven              | – | Adendorfer EC             | 2:1   | 6:5 | 3:6 | 9:2 |
| Limburger EG                 | – | ASV Hamm                  | 0:2   | 5:7 | 2:6 | –   |

### 2. Runde
|                              |   |                     | Serie | 1   | 2   | 3    |
| ---------------------------- | - | ------------------- | ----- | --- | --- | ---- |
| EC Wilhelmshaven-Stickhausen | – | Braunlager EHC/Harz | 2:1   | 6:3 | 4:7 | 12:5 |
| REV Bremerhaven              | – | ASV Hamm            | 2:1   | 6:4 | 1:7 | 7:4  |

Die Sieger sind damit sportlich für die 1. Liga Nord 1997/98 qualifiziert.

## Aufstiegs-Play-offs zur Hacker-Pschorr-Liga 1997/98
Ergebnisse der Aufstiegs-Play-offs zur 1. Eishockey-Liga 1997/98:
Die erste Play-off-Runde wurden im Modus „Best of Five“ ausgespielt, ab der 2. Runde traten die Mannschaften im Modus „Best of Three“ gegeneinander an.

### 1. Runde
|                |   |                         | Serie | 1   | 2   | 3    | 4   | 5   |
| -------------- | - | ----------------------- | ----- | --- | --- | ---- | --- | --- |
| 1. EV Weiden   | – | EC Ulm/Neu-Ulm          | 3:0   | 9:2 | 6:2 | 14:2 | –   | –   |
| EC Peiting     | – | TEV Miesbach            | 3:1   | 5:3 | 5:4 | 1:2  | 4:3 | –   |
| EHC Straubing  | – | EV Füssen               | 3:1   | 8:3 | 7:8 | 9:6  | 7:4 | –   |
| EHC Klostersee | – | SC Bietigheim-Bissingen | 0:3   | 3:6 | 1:5 | 3:4  | –   | –   |
| ERC Ingolstadt | – | SG Wernau/Esslingen     | 3:0   | 4:2 | 8:3 | 6:1  | –   | –   |
| EV Ravensburg  | – | ERSC Amberg             |       |     |     |      |     |     |
| ERC Sonthofen  | – | TSV Peißenberg          | 3:0   | 9:5 | 4:3 | 8:5  | –   | –   |
| TuS Geretsried | – | EV Regensburg           | 2:3   | 3:2 | 2:7 | 3:2  | 1:5 | 3:4 |

### 2. Runde
|                |   |                         | Serie | 1   | 2   | 3   |
| -------------- | - | ----------------------- | ----- | --- | --- | --- |
| 1. EV Weiden   | – | EC Peiting              | 2:0   | 5:3 | 5:4 | –   |
| EHC Straubing  | – | SC Bietigheim-Bissingen | 1:2   | 6:3 | 1:5 | 3:4 |
| ERC Ingolstadt | – | ERSC Amberg             | 2:1   | 5:1 | 2:4 | 3:1 |
| ERC Sonthofen  | – | EV Regensburg           | 2:0   | 6:4 | 5:1 | –   |

### 3. Runde
|               |   |               | Serie | 1   | 2   | 3 |
| ------------- | - | ------------- | ----- | --- | --- | - |
| EHC Straubing | – | EC Peiting    | 0:2   | 3:5 | 2:4 | – |
| ERSC Amberg   | – | EV Regensburg | 2:0   | 5:2 | 4:1 | – |

Die Sieger der zweiten und dritten Runde sind sportlich für die Hacker-Pschorr-Liga 1997/98 qualifiziert.